# 44 v. Chr.
Portal Geschichte | Portal Biografien | Aktuelle Ereignisse | Jahreskalender | Tagesartikel

◄ |
2. Jahrhundert v. Chr. |
1. Jahrhundert v. Chr. |
1. Jahrhundert |
►

◄ | 60er v. Chr. | 50er v. Chr. | 40er v. Chr. | 30er v. Chr. |
20er v. Chr. |
►

◄◄ | ◄ | 47 v. Chr. | 46 v. Chr. | 45 v. Chr. | 44 v. Chr. |
43 v. Chr. |
42 v. Chr. |
41 v. Chr. |
► |
►►
Staatsoberhäupter · Nekrolog

## Ereignisse

### Politik und Weltgeschehen

#### Die Ermordung Caesars
- Gaius Iulius Caesar wird gemeinsam mit Marcus Antonius Konsul.
- Marcus Iunius Brutus bekleidet die Praetur auf ein Jahr.

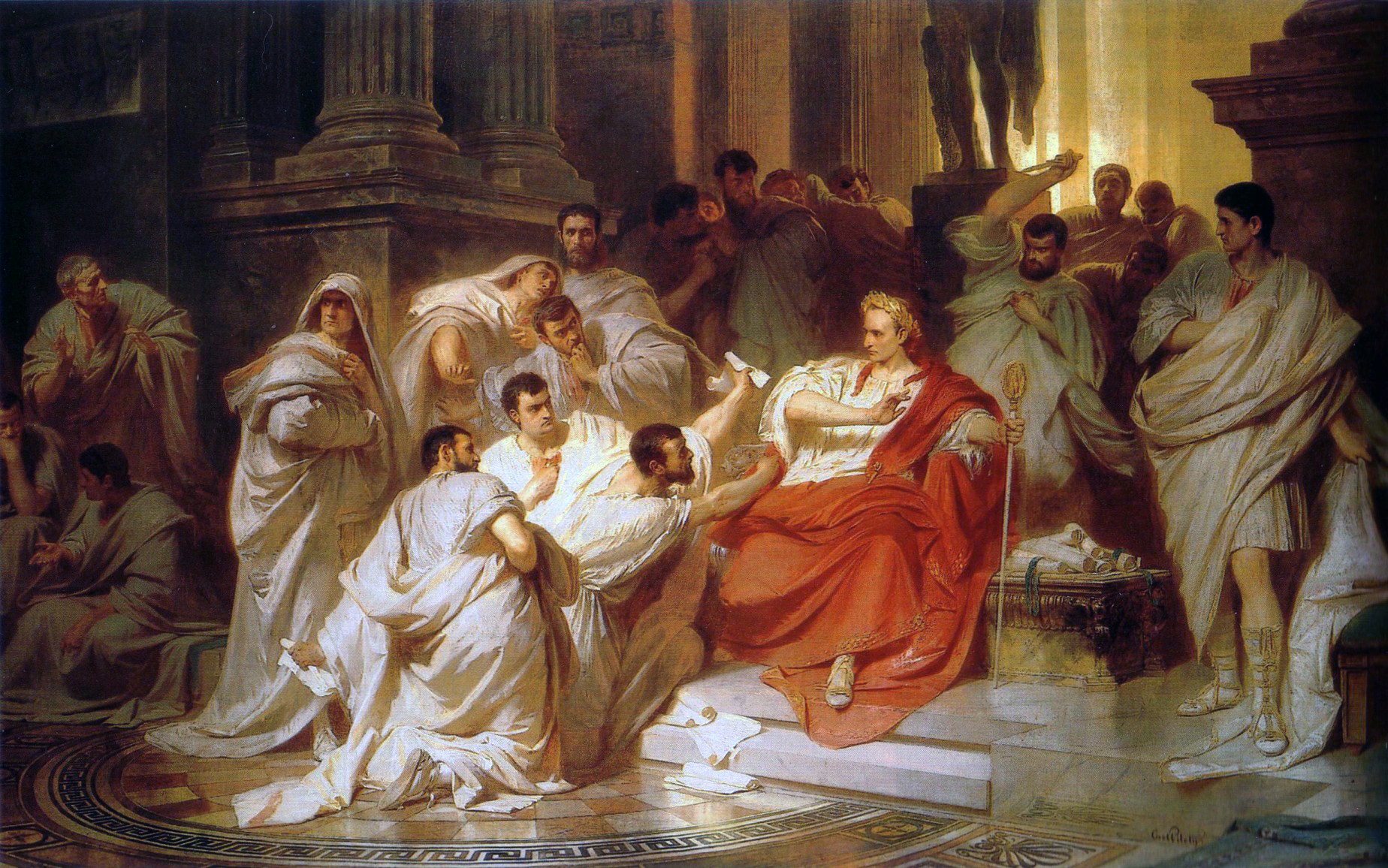
Caesars Tod von Carl Theodor von Piloty (1865)

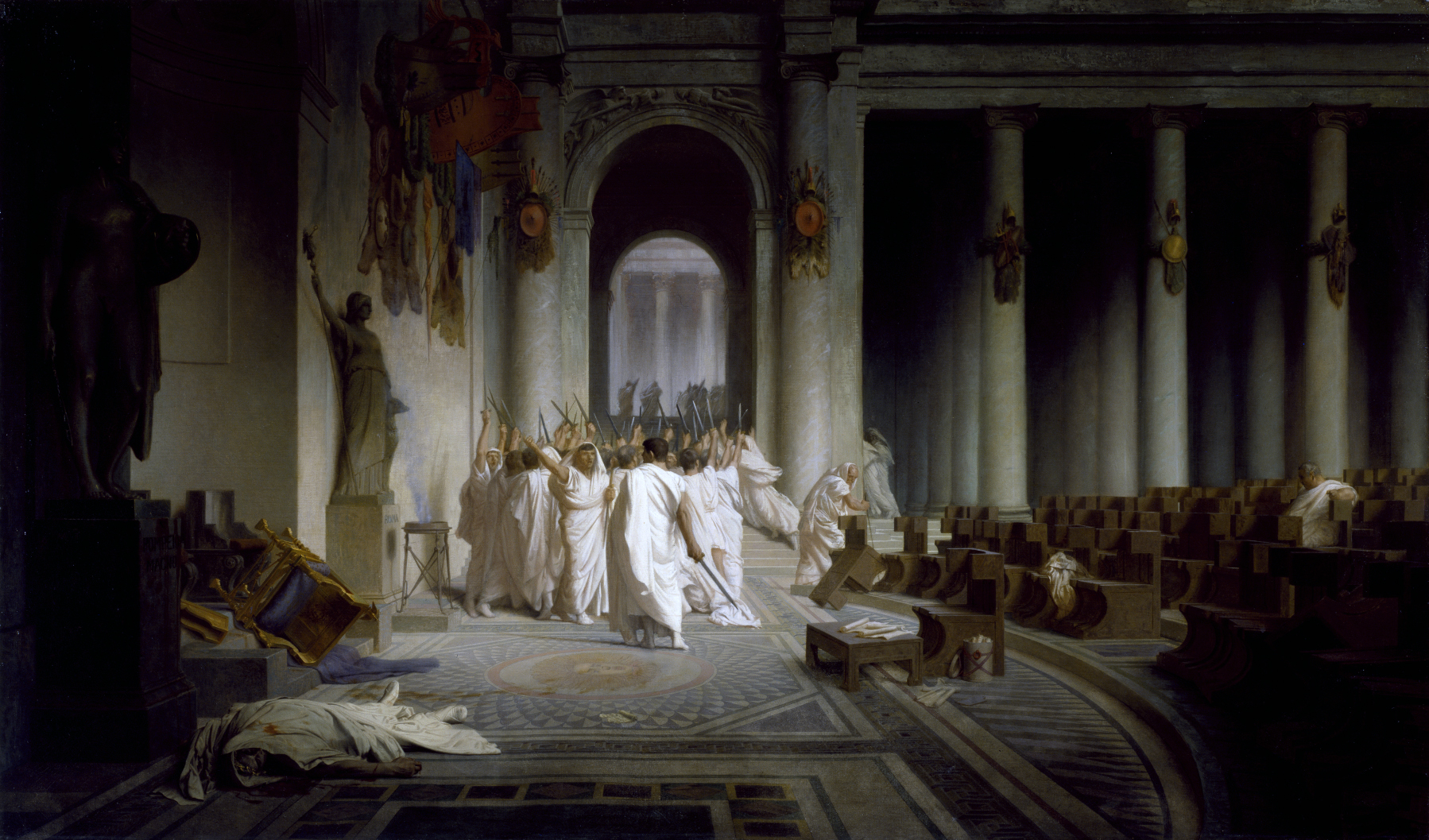
Caesars Tod (Historiengemälde von Jean-Léon Gérôme, 1867)

- 15. März: Iden des März: Gaius Iulius Caesar wird von mehreren Senatoren unter der Führung von Marcus Iunius Brutus und Gaius Cassius Longinus im Theater des Pompeius in Rom mit 23 Dolchstichen ermordet.
- 17. März: Der Senat tritt im Tempel der Tellus zusammen und gewährt den Mördern Caesars Amnestie. Publius Cornelius Dolabella, Schwiegersohn Ciceros, wird als Suffektkonsul nach Caesar bestätigt.
- 20. März: Caesars Bestattung: Vor der Rednertribüne (Forum Romanum) haben Anhänger eine vergoldete Nachbildung des Tempels der Venus Genetrix errichtet. Vor den versammelten Römern und einem Heer in die Stadt geströmter Veteranen verliest Marcus Antonius – einst Volkstribun von Caesars Gnaden, später die rechte Hand des Diktators – das Testament des Toten: Jeder Bürger erhält aus Caesars Privatschatulle als Geschenk 300 Sesterzen.
- 2. September: Marcus Tullius Cicero hält seine erste von 14 Philippischen Reden gegen Marcus Antonius, der nach Caesars Tod eine Alleinherrschaft im Schilde führt.

#### Weitere Ereignisse im Römischen Reich
- 21. Juni 44/43 v. Chr.: Lucius Munatius Plancus, Statthalter von Gallien, gründet die Kolonie Augusta Raurica, das heutige Augst in der Schweiz.

### Wissenschaft und Technik
- Marcus Tullius Cicero verfasst die philosophischen Werke De officiis (Von den Pflichten), an seinen Sohn Marcus Tullius Cicero den Jüngeren in Briefform geschrieben, und Laelius de amicitia, seinem Freund Titus Pomponius Atticus gewidmet.

### Katastrophen
- Ausbruch des Ätna auf Sizilien. Die Asche verdunkelt den Himmel über Rom. Als Folge gibt es Missernten bis in Ägypten.

## Gestorben
- 15. März: Gaius Iulius Caesar, römischer Konsul und Diktator, ermordet (* 100 v. Chr.)
- Gaius Helvius Cinna, römischer Dichter
- Lucius Caninius Gallus, römischer Volkstribun
- Ptolemaios XIV., ägyptischer Pharao (* um 59 v. Chr.)
- Publius Servilius Vatia, römischer Politiker (* um 132 v. Chr.)
- Publius Sittius, römischer Ritter und Abenteurer
- um 44 v. Chr.: Burebista, erster König der Daker (* um 111 v. Chr.)